# 博德博物馆
博德博物馆（德語：Bode-Museum），原名凱撒·腓特烈博物館是一座位于德国柏林博物馆岛的美术馆，它是由德國皇帝威廉二世根據恩斯特·馮·因娜的計劃於1898年至1904年以巴洛克復興風格建造。該建築的前廣場設有紀念德國皇帝腓特烈·威廉三世的紀念碑，該紀念碑曾被東德當局摧毀。
目前，博德博物館是雕塑作品、拜占庭藝術博物館和硬幣櫃展館（包括雕塑、硬幣和獎章以及拜占庭藝術）的所在地。1999年，該博物館作为博物馆岛的一部分被聯合國教科文組織列入世界遗产。

## 沿革
博德博物馆由建築家恩斯特·馮·伊內設計。博物館完工於1904年。完工當時為了紀念德皇腓特烈三世，博物館的名稱曾是凱撒·腓特烈博物館（Kaiser-Friedrich-Museum）。後為紀念首任館長威廉·馮·博德，在1956年改為現名。博物館曾經在1997年因整修而關閉，在2006年10月18日再次開放。現在博德博物馆的主要藏品是雕刻、拜占庭美術品、硬幣、獎牌。

## 圖片

博德博物馆 - Bode-Museum Berlin
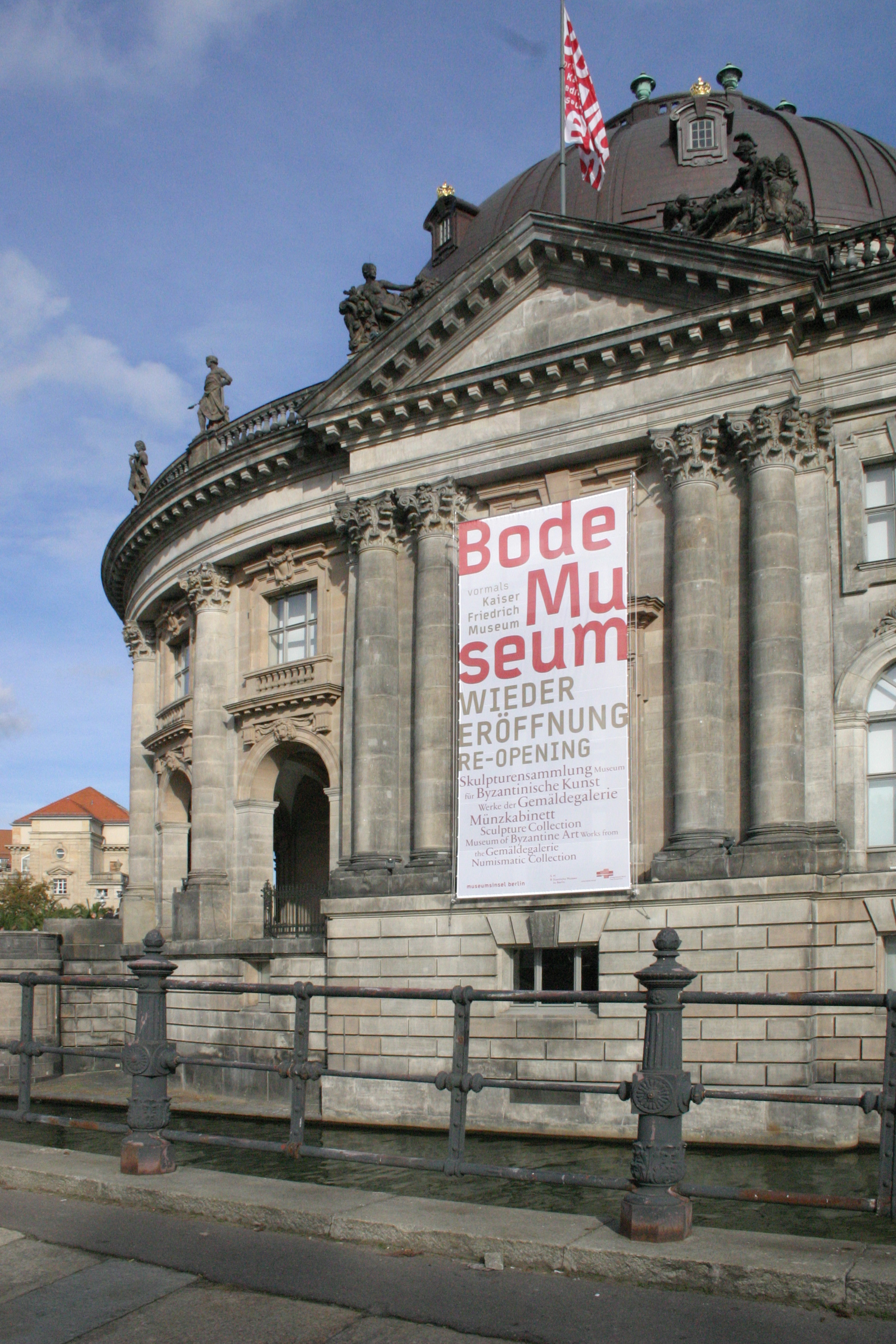
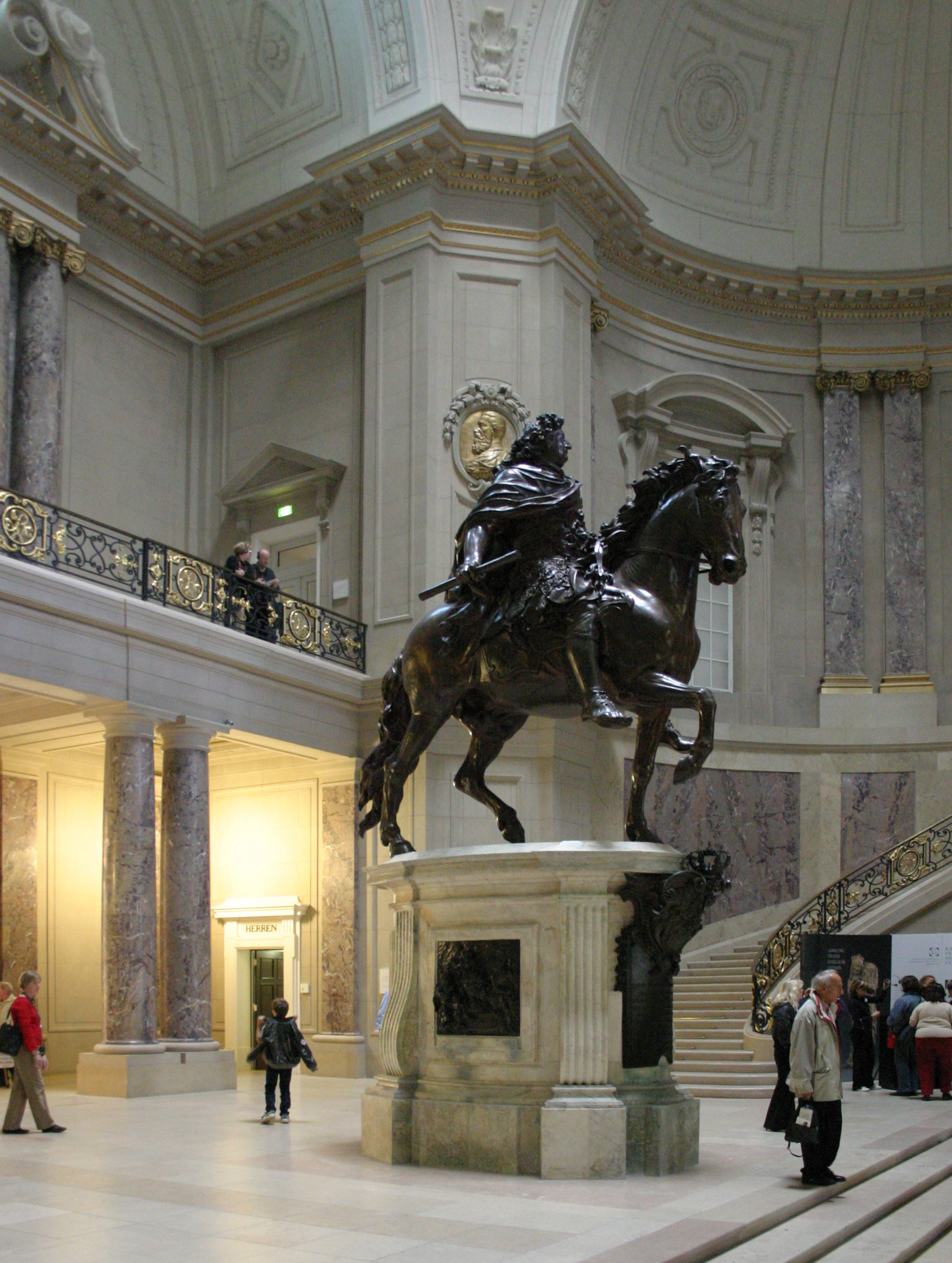
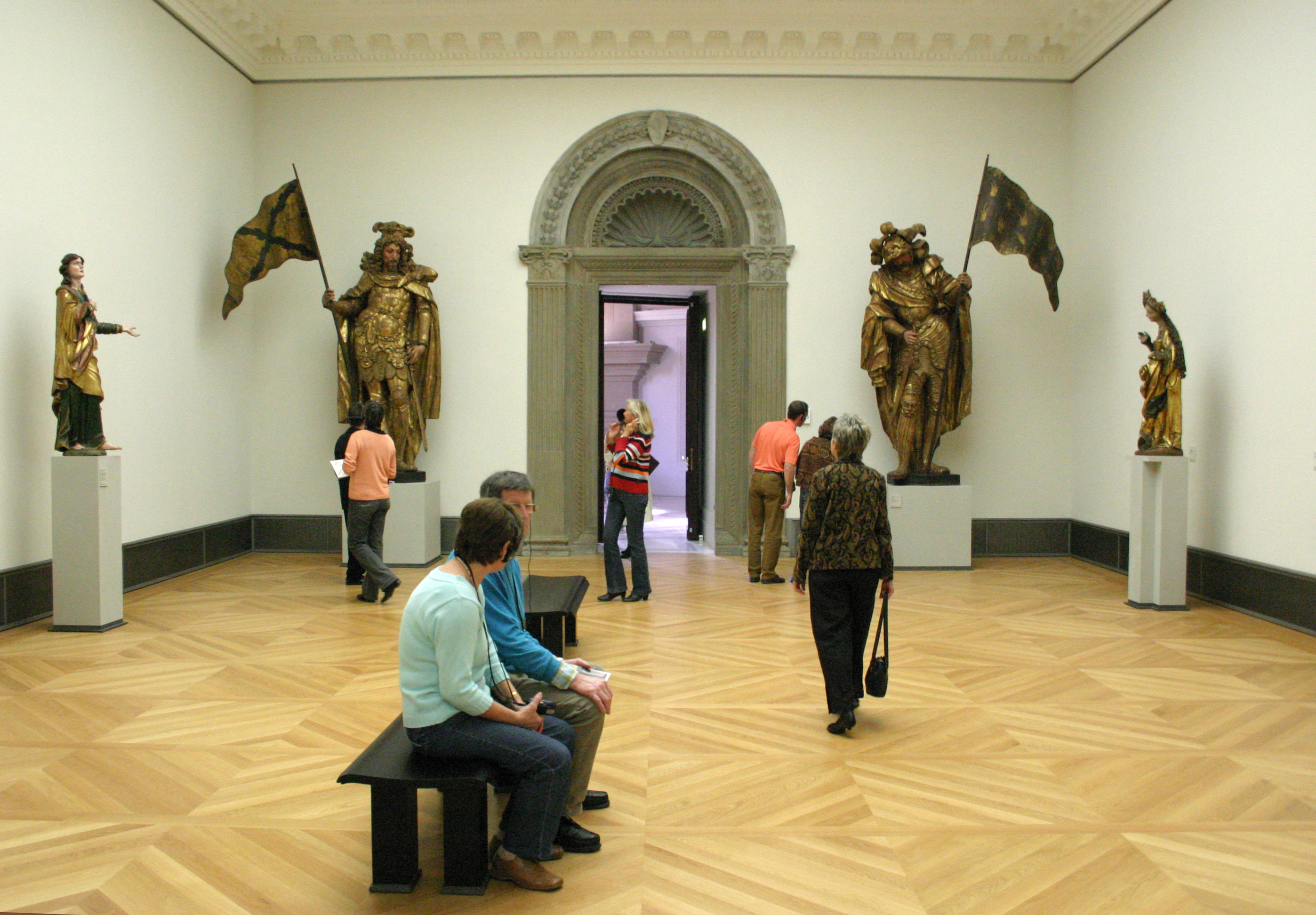
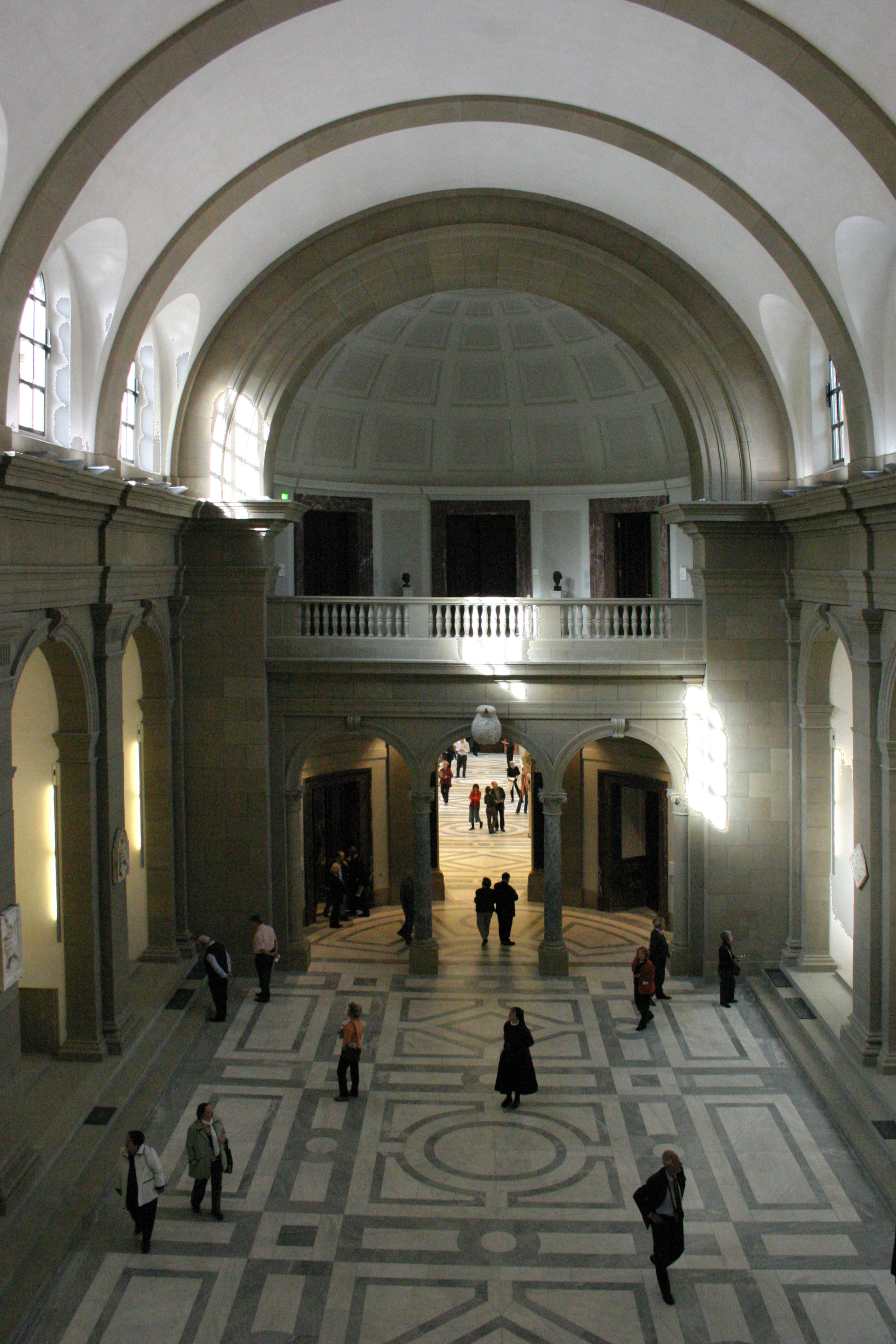
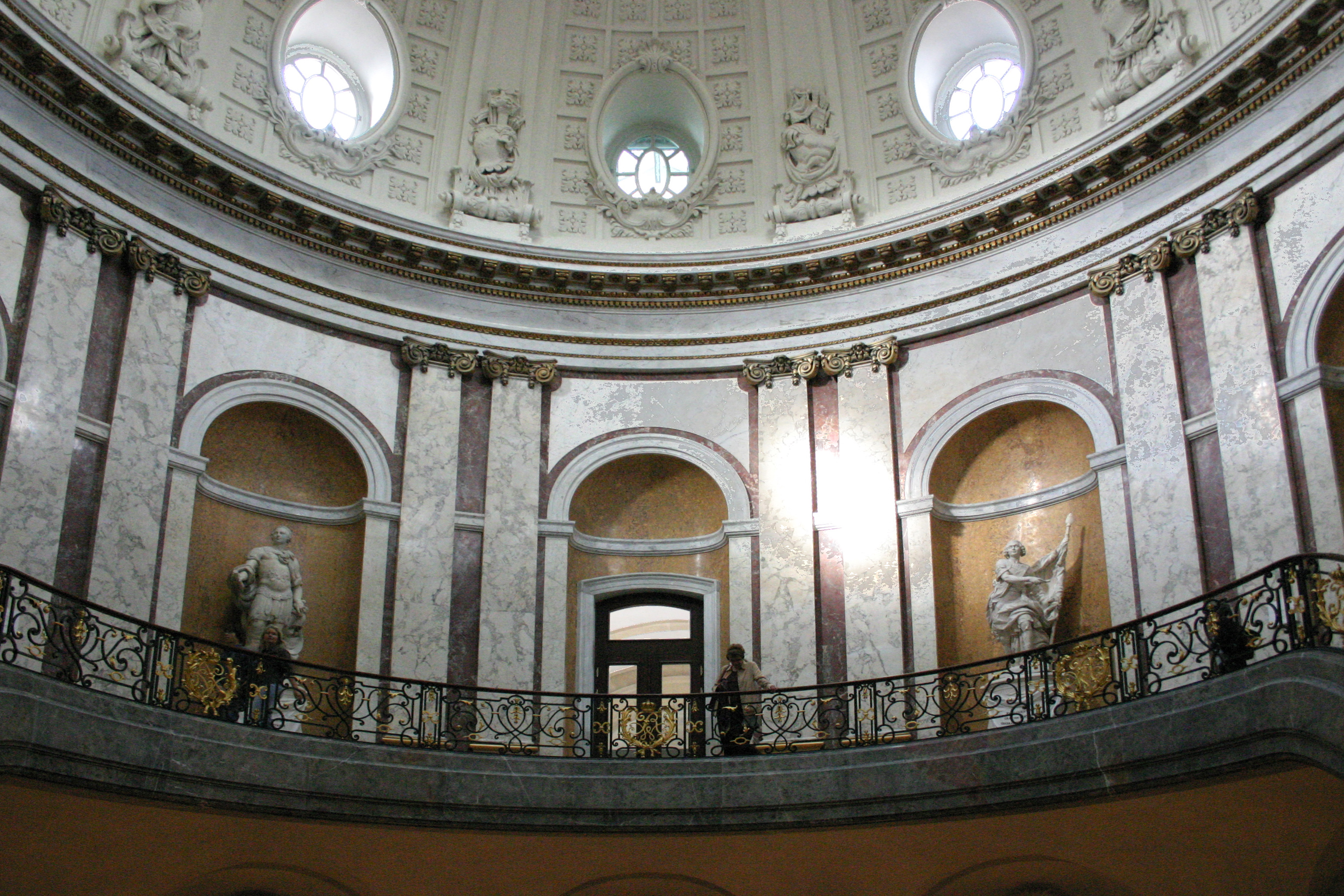
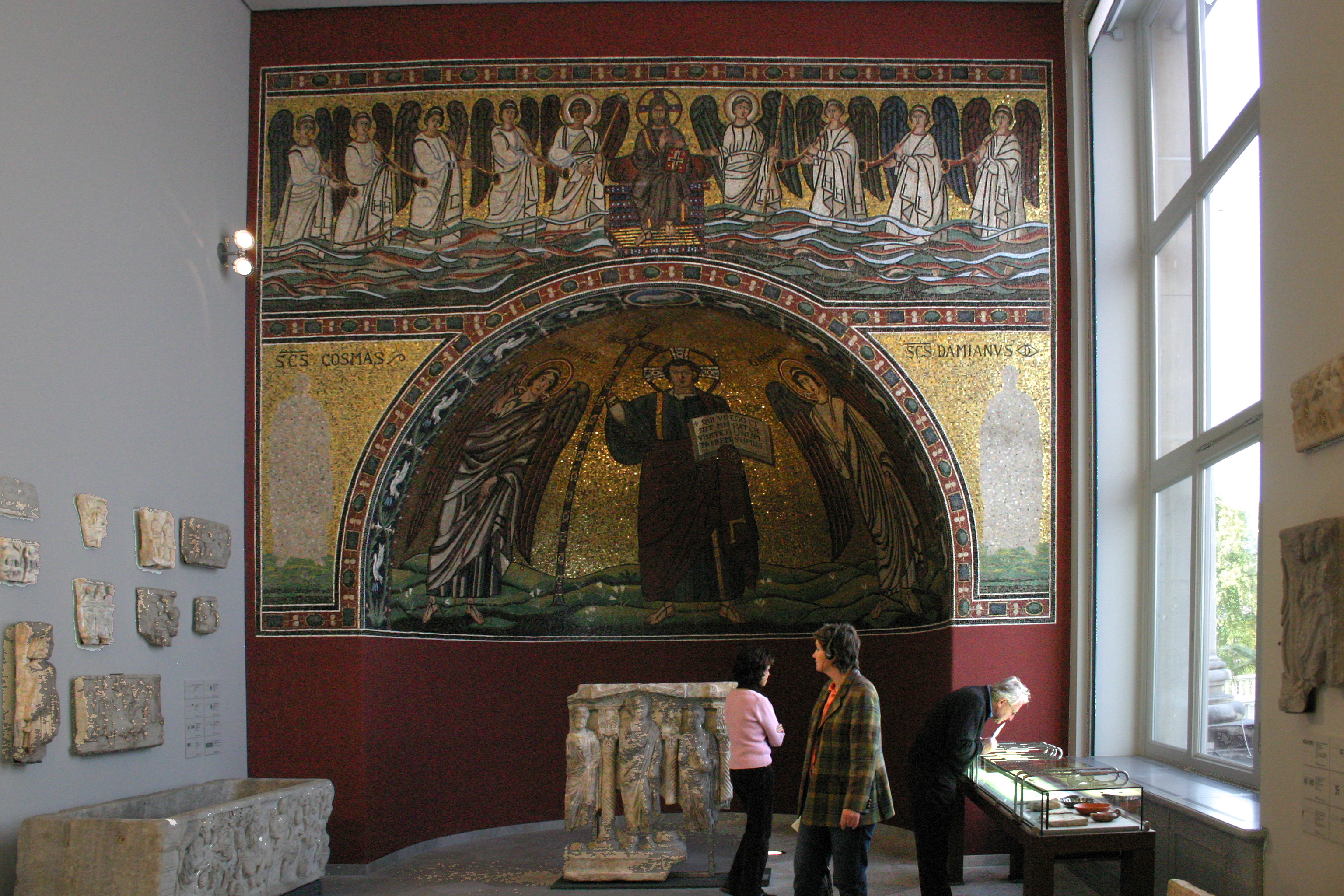
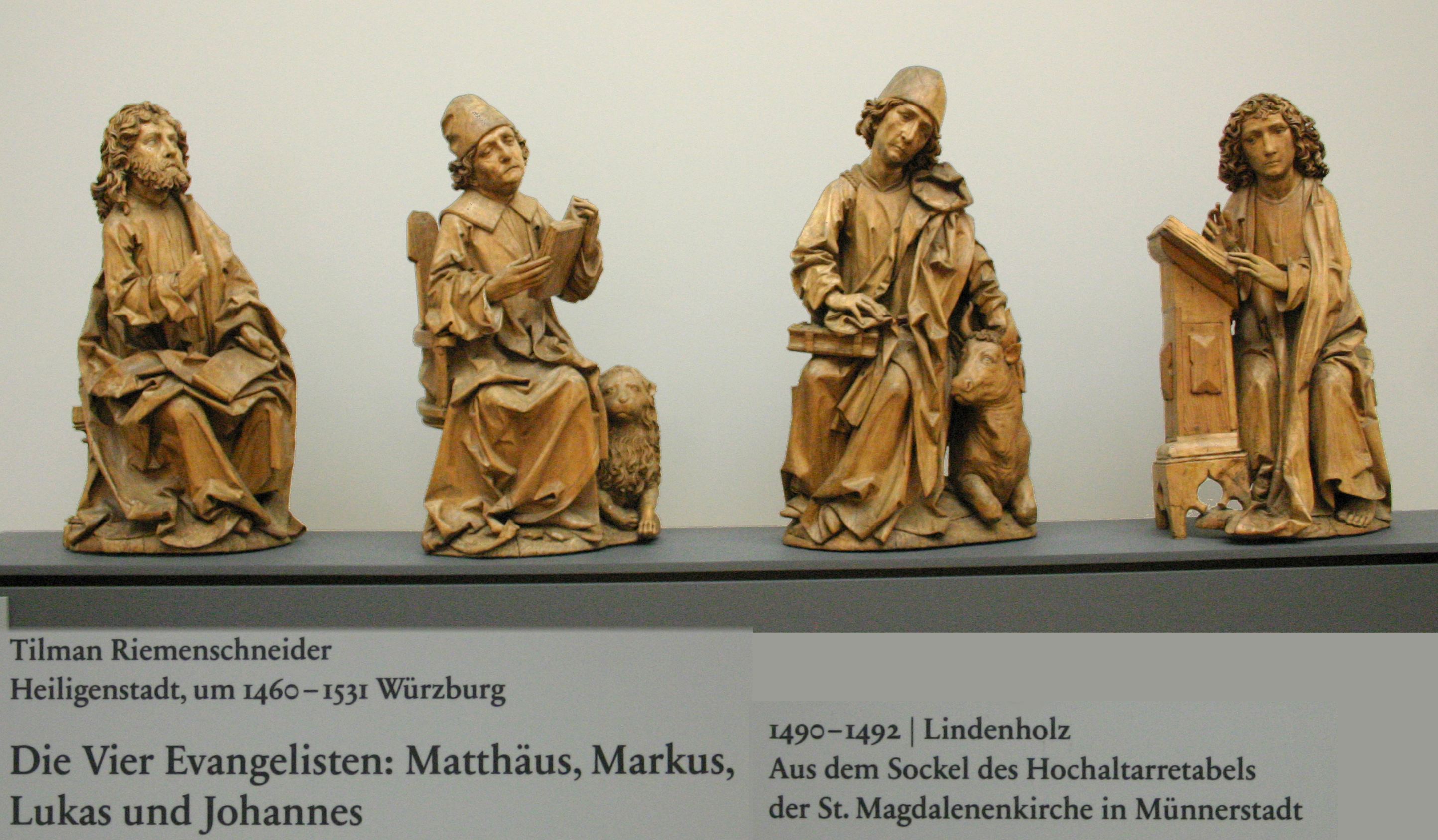
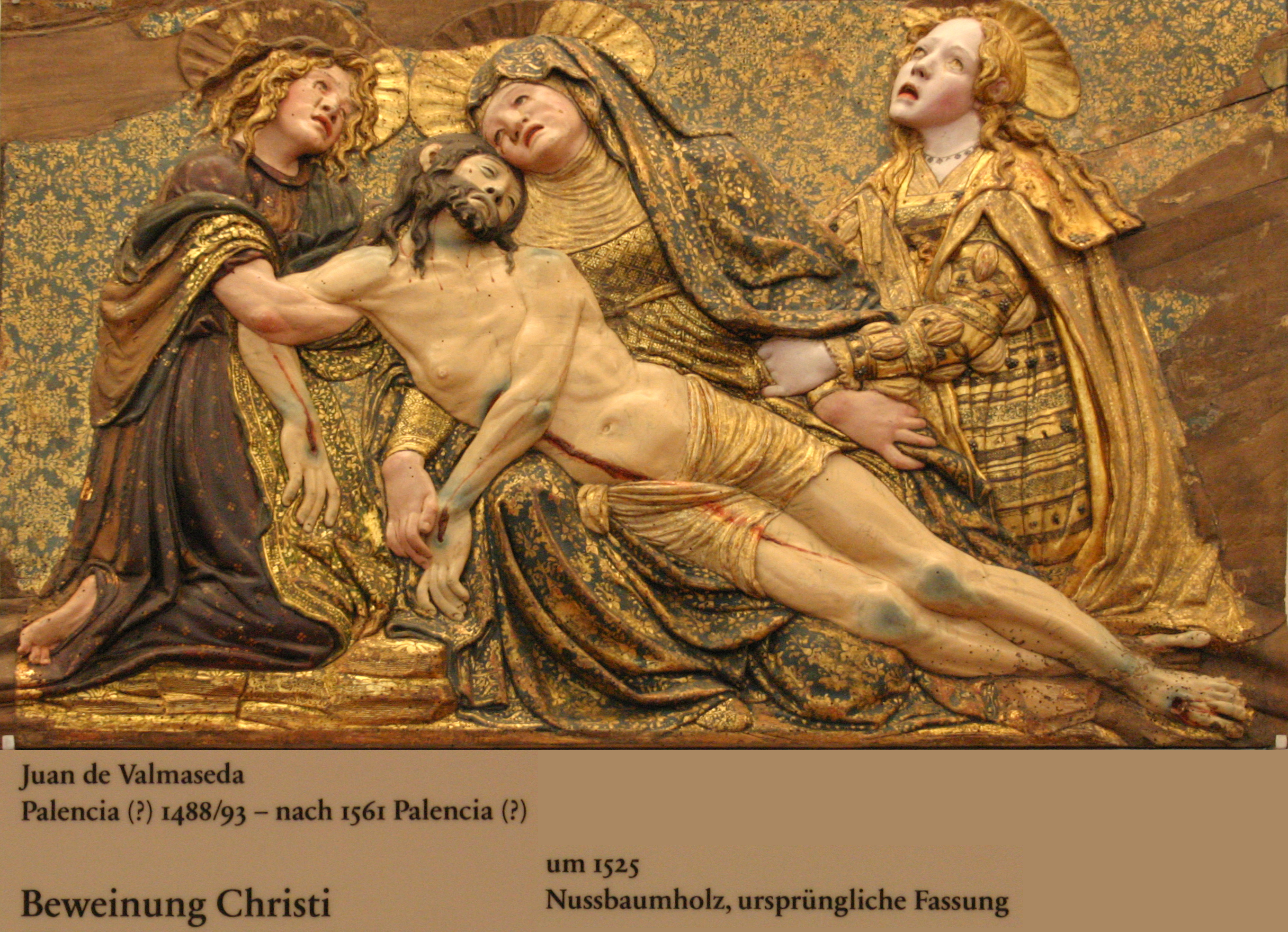

## 外部連結
- Official website （页面存档备份，存于）
- Sculpture Collection and Museum of Byzantine Art （页面存档备份，存于）
- Virtual Tour Through 35 Rooms (Sculpture Collection and Byzantine Art) （页面存档备份，存于）
- Numismatic Collection （页面存档备份，存于）
- Virtual Tour Through Numismatic Collection (with Gateway to Online Catalogue) 的存檔，存档日期2015-09-06.